# Вускаси
Вуска́си (рос. Вускасы, чув. Вускасси) — присілок у Чувашії Російської Федерації, у складі Ярабайкасинського сільського поселення Моргауського району.
Населення — 95 осіб (2010; 84 в 2002, 133 в 1979; 174 в 1939, 116 в 1926, 131 в 1906, 155 в 1858). Національний склад — чуваші, росіяни.

## Історія
Утворився у першій половині 19 століття шляхом розділення присілку Перша Байряшева на сучасні присілки Іштереки та Вускаси. До 1866 року селяни мали статус державних, займались землеробством, тваринництвом. 1930 року утворено колгосп «Трактор». До 1920 року присілок перебував у складі Акрамовської та Сюндирської волостей Козьмодемьянського, а до 1927 року — Чебоксарського повіту. 1927 року присілок переданий до складу Татаркасинського району, 1935 року — до складу Ішлейського, 1944 року — до складу Моргауського, 1959 року — до складу Сундирського, 1962 року — до складу Чебоксарського, 1964 року — повернутий до складу Моргауського району.